# Mammillaria varieaculeata
Mammillaria varieaculeata är en kaktusväxtart som beskrevs av Franz Georg Philipp Buchenau. Mammillaria varieaculeata ingår i släktet Mammillaria och familjen kaktusväxter. Inga underarter finns listade i Catalogue of Life.

## Bildgalleri

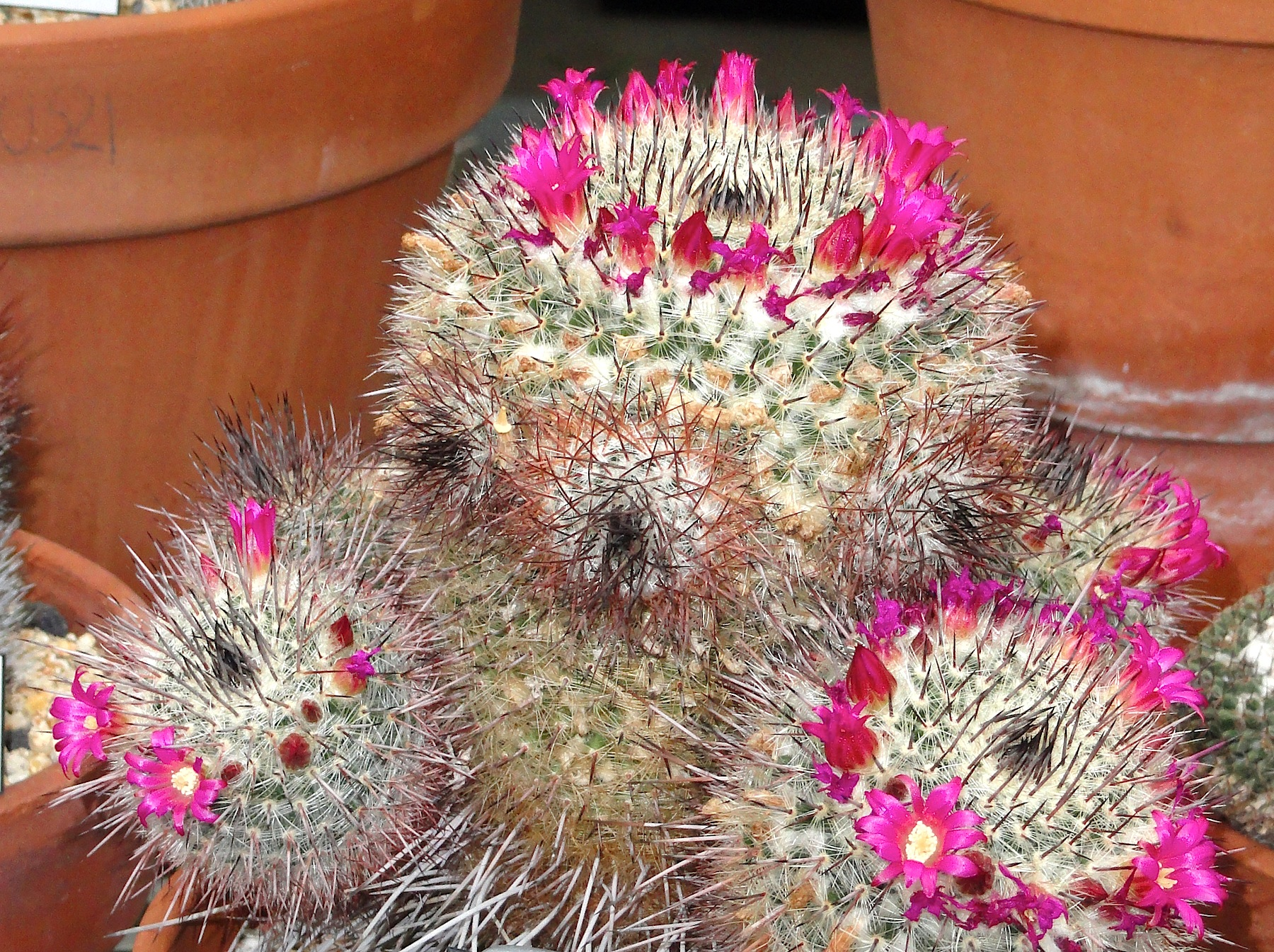
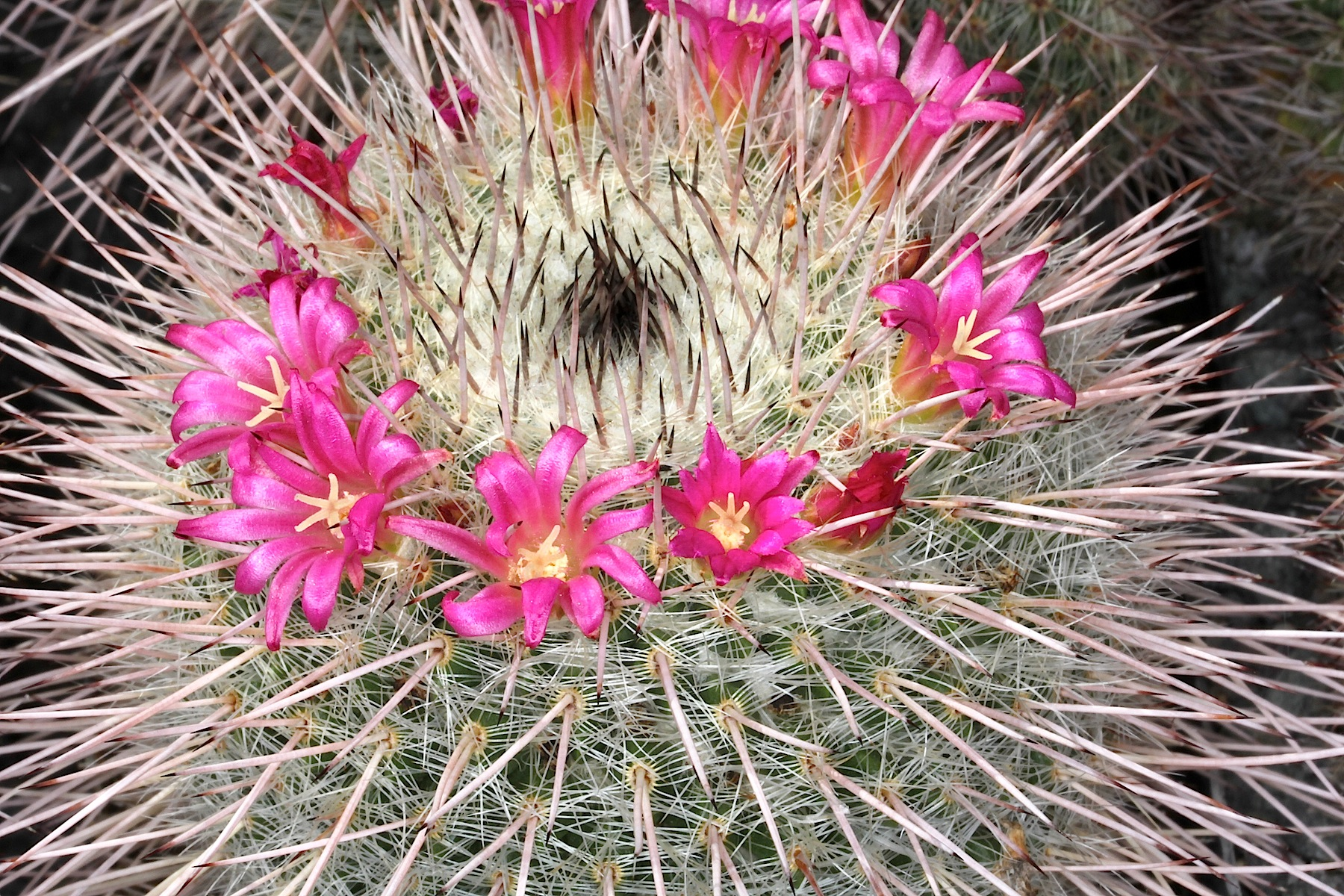